# Landratura

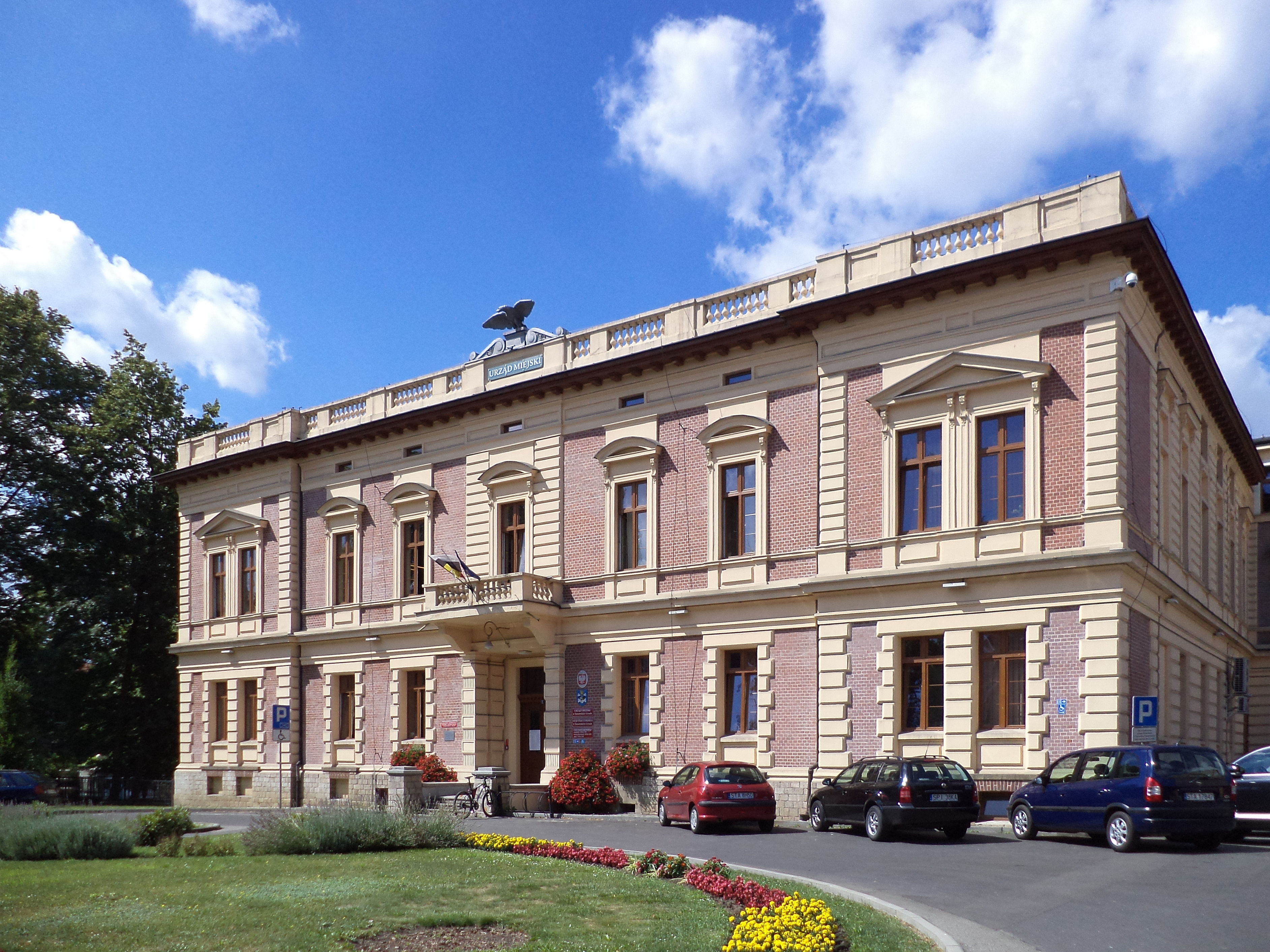
Budynek Landratury Tarnowitz (powiat Królestwa Prus)

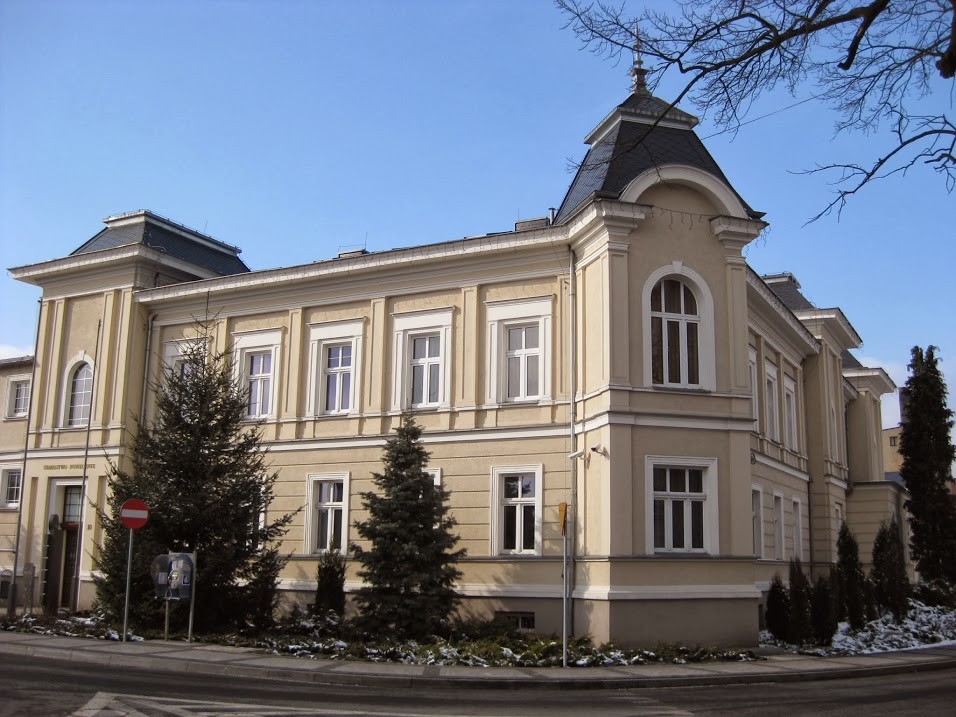
Budynek Landratury Wreschen (powiat Królestwa Prus)

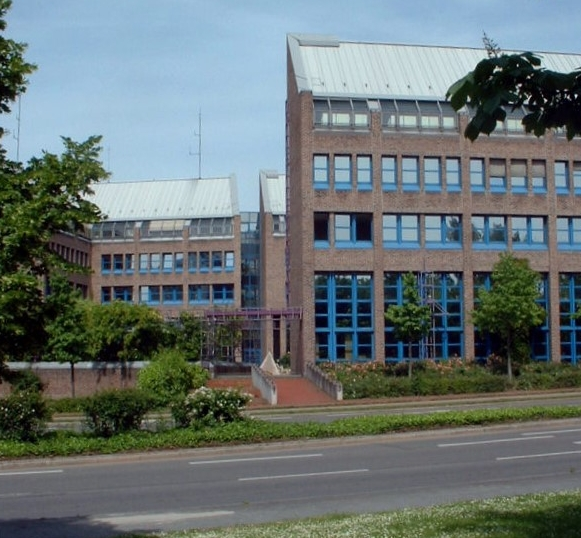
Budynek Landratury Rhein-Pfalz (powiat współczesnych Niemiec)

Landratura (niem. Landratsamt) – urząd landrata, zarząd powiatowy, jeden z odpowiedników starostwa powiatowego w niemieckich systemach podziału administracyjnego, dawniej w Prusach, także na terenach Polski włączonych bezpośrednio do III Rzeszy.
Landratura, podobnie jak „Starostwo”, jest określeniem potocznie używanym także w innych znaczeniach:
- jako nazwa jednostki administracyjnej zarządzanej przez landrata, czyli powiatu na terenach wchodzących w skład Królestwa Prus,
- jako nazwa budynku będącego siedzibą zarządu powiatowego.

We współczesnych Niemczech w niektórych krajach związkowych landraci i landratury funkcjonują jako organy powiatu ziemskiego (niem. Landkreis) lub powiatu (niem. Kreis), mające podwójną funkcję: samorządu terytorialnego i najniższego szczebla administracji państwowej.